# فلیکس وانگ
فلیکس وانگ (انگلیسی: Felix Wong؛ زادهٔ ۴ سپتامبر ۱۹۶۱) بازیگر و خواننده اهل هنگ کنگ است.
از فیلم‌ها یا برنامه‌های تلویزیونی که وی در آن نقش داشته‌است، می‌توان به برادران، ببرها و استاد مست ۲ اشاره کرد.